# Dzintars Lācis
Dzintars Lācis (en rus Dzíntar Iànovitx Latsis, Дзинтар Янович Лацис) (Jelgava, 18 de maig de 1940 - Riga, 17 de novembre de 1992) va ser un ciclista letó, que va competir per la Unió Soviètica. El seu èxit esportiu més important va ser la medalla d'or al Campionat del món de persecució per equips de 1967. Va participar en dues edicions dels Jocs Olímpics.

## Palmarès
- 1967
  -  Campió del món de Persecució per equips, amb Stanislav Moskvín, Víktor Bíkov i Mikhaïl Kóliuixev
- 1968
  -  Campió de la Unió Soviètica de Persecució per equips